# Havre-Boucher
Pour les articles homonymes, voir Havre.
Havre-Boucher est un village canadien du comté d'Antigonish, en Nouvelle-Écosse. Avec Pomquet et Tracadie, il forme la partie acadienne du comté. Havre-Boucher et Tracadie sont plus anglicisés que Pomquet.

## Toponymie
Sur l'origine du nom Havre-Boucher, diverses interprétations existent : soit le nom est lié au lieu lui-même, petit port situé dans une anse fermée, soit il est attaché au capitaine François Boucher, de Québec.

## Géographie
Située au nord-est de la Nouvelle-Ecosse.

## Histoire
A compléter
Construction de la chaussée de Canso, ouverte en 1955.

## Démographie
Nombre d'habitants, environ 2 000 habitants en 2007.

## Économie
Pêche, agriculture, économie tertiaire

## Culture
A compléter